# مجمع العربية السعيدة
مَجْمَعُ العربية السعيدة (أُسِّس 1432هـ/ 2011م) هو مجمع لغوي أَسهَم في تأسيسه الدكتور مقبل التام الأحمدي مع طائفة من أهل العلم منهم: الدكتور عبد الكريم الإرياني، وأخوه مُطهَّر بن علي الإرياني، والدكتور محمد بن محمد يحيى المطهر، والأستاذ عبد الباري طاهر الأهدل؛ للعناية بالتُّراث واللغة العربية، في صنعاء بالجمهورية اليمنية، وتولَّى الأحمدي رئاسة المجمع.

## تاريخه
أُسِّس مَجمَع العربية السعيدة في صنعاء بالجمهورية اليمنية، عام 1432هـ / 2011م.

## أهدافه
يهدِفُ المَجمَع إلى تثبيت الإحساس بالهُويَّة الوطنية والعربية، والأخذ بيد النَّشْء وتعريفِه مفاخرَ أسلافه وإسهاماتِهم في الحضارة الإنسانية، وتحقيق التُّراث، وتمكين اللغة العربية بالمحاضرات والندَوات.
وتحقيقًا لأهداف المجمع؛ كان يضمُّ إليه كل نابهٍ من طلبة الدراسات الجامعية وطلبة الدراسات العليا، وكانوا يتلقَّون فيه تدريبًا يعينهم على الانتقال من التلقين إلى التمرين، ثم الاستمرار في العمل.

## مؤسسوه
- الدكتور مُقْبِل التام عامر الأحمدي، رئيس المجمع.
- عبد الكريم بن علي الإرياني، رئيسًا فخريًّا.
- الدكتور محمد محمد يحيى المُطهَّر، عضوًا.
- الأستاذ مُطهَّر بن علي الإرياني، عضوًا.
- الأستاذ عبد الباري طاهر الأهدل، عضوًا.[6]

## أعماله ونشاطاته
فاقت مطبوعات المجمع ستة عشر إصدارًا في الأدب ما بين تأليف وتحقيق. ومن هذه المطبوعات:
1. "أبحاث منشورة في الموسوعة العربية الصادرة بالجمهورية العربية السورية" لمقبل التام الأحمدي 2012.[8]
2. "المقالة العاشرة في علم الفلك - من كتاب سرائر الحكمة"، لأبي محمد الحسن بن أحمد الهَمْداني (ت نحو 334هـ)، 2014.
3. "متن المعلَّقات العشر، السبع الأُول منها برواية ابن الأنباري، والثلاث الأُخر برواية التِّبريزي"، 2014.[9]
4. "صفة جزيرة العرب" لأبي محمد الحسن بن أحمد الهَمْداني، تحقيق داود هنريك موللير 1912، 2014.[10]
5. "الدكتور" وهو كتاب في السيرة الذاتية للدكتور عبد الكريم الإرياني، 2015.[11]
6. "أرجوزة الحج" لأحمد بن عيسى الرَّداعي، عن كتاب (صفة جزيرة العرب) للهَمْداني، تحقيق داود هنريك موللير 1912، 2015.
7. ديوان علقمة ذي جدن الحميري" (ت 10هـ)، 2020.
8. الجزء السادس من "الإكليل" (قطعة منه)، لأبي محمَّد الحسن بن أحمد الهَمْداني (ت نحو 334هـ)، 2020.
9. "القصيدة الحِمْيَرية أو القصيدة النَّشْوانية"، لنَشْوان بن سعيد الحِمْيَرِي (ت 573 هـ)، 2020.[12]
10. ديوان الهَمْداني، لأبي محمد الحسن الهَمْداني، 2021.[13]
11. "كتاب الدامغة، قصيدة الحسن بن أحمد بن يعقوب الهَمْداني، المُجاب بها الكُمَيْت بن زيد الأسَدي، بتفسيرها ومعانيها" 2023.

### مشروع المجمع عام 2018
عكف مجمع العربية السعيدة على تحقيق أثرٍ من التراث، فيه من القصائد المطوَّلات المشروحات، وهذا الأثر هو (مجموع أشعار العرب) لابن مسافرٍ الشامي، أحد رجال القرن السابع الهجري، عن مخطوطٍ تفرَّق بين سورية والعراق.
اشتمل كتابُه على شروح عزيزة ونادرة لعلماء متقدِّمين؛ كشرح الأصمعي لميميَّة حُميد، وهي درَّة ديوانه، وشرح أبي العباس ثعلب لقافيَّة زهير بن أبي سُلمى المُزَني وكافيَّته، وهما عَيْنا شعره.
والقصائد المشروحة في هذا المجموع، هي:
1. لاميَّة كعب بن زهير بن أبي سُلْمى المُزَني.
2. لاميَّة الشَّنْفَرَى الأَزْدي ثم الحَجْري.
3. رائيَّة الأَفْوَه الأَوْدِي.
4. قافيَّة رؤبة بن العجَّاج التميمي.
5. ميميَّة حُمَيد بن ثور الهلالي.
6. مقصورة ابن دُريد الأَزْدي.
7. معلَّقة النابغة الذُّبياني.
8. داليَّة النّابغة الذُّبياني.
9. ميميَّة ذي الرُّمَّة التميمي.
10. قافيَّة زهير بن أبي سُلْمى المُزَني.
11. كافيَّة زهير بن أبي سلمى المُزَني.
12. زائيَّة الشَّمَّاخ بن ضِرار الذُّبياني.
13. ميميَّة حاتم بن عبد الله الطَّائي .
14. رائيَّة حاتم الطائي.
15. همزيَّة أبي زُبيد الطائي.
16. داليَّة أبي زُبيد الطّائي.
17. معلَّقة الأعشى أبي بَصير، ميمون بن قيس.
18. الدُّرَّة اليتيمة.

## الملاحظات
1. ↑   يُذْكَر أن "العربية السعيدة" هو الاسم التاريخي لبلاد اليمن.[1][2][3]